# Анна Вінтур
Анна Вінтур (англ. Anna Wintour; нар. 3 листопада 1949, Лондон, Велика Британія) — британська журналістка, письменниця, головна редакторка та реформаторка американського видання журналу Vogue з 1988 року. Офіцерка почесного Ордену Британської імперії (2008). Анна Вінтур заробляє 2 мільйони доларів на рік тільки у Vogue і є 39-тою в списку найвпливовіших жінок Forbes. З 1990 року Вінтур активно залучає гроші у благодійні організації, що борються зі СНІДом. Її загальний внесок складає вже 10 млн доларів.

## Життєпис
Народилася 3 листопада 1949 у Лондоні. Її батько, командор Ордена Британської імперії Чарльз Вінтур (1917-1999), був редактором лондонської газети «The Evening Standard». Мати Елеонора («Ноні») Трего Бейкер, дочка професора права Гарвардського університету та активна громадська діячка. Вінтур була названа на честь бабусі по материнській лінії, Анни Бейкер, купецької дочки з Пенсільванії.
Батьки Вінтур одружилися у 1940 році і розлучилися в 1979. Мачухою Анни стала Одрі Слейтер, редакторка і журналістка, засновниця британських молодіжних журналів Honey і Petticoat.
Прабабусею Вінтур є письменниця XVIII століття леді Елізабет Фостер, герцогиня Девонширська, а сер Август Вер Фостер, останній баронет роду, є її двоюрідним дідом.
Старший брат Джеральд дитиною загинув в автокатастрофі. Молодший брат Патрік теж журналіст, політичний редактор в Гардіан. Батьки працюють в Лондоні в місцевих урядових і міжнародних неурядових організаціях.
Анна Вінтур отримала початкову освіту в North London Collegiate School, де часто повставала проти дрес-коду. Зокрема, носила закороткі спідниці, підрізаючи поділ форми. У 14 років Вінтур зробила стрижку «боб», яка донині є її фірмовою рисою. Її інтерес до моди ріс завдяки переглядам шоу Кеті МакГоуен на Ready Steady Go! і вивченню журналів Seventeen, присланих бабусею з Америки. «Якщо ви жили в Лондоні в 60-х, ви повинні були б ходити з мішком на голові, щоб не помітити незвичайні зміни, що відбувалися в моді», згадує Вінтур.
Анна проявляла риси характеру батька, до якого була дуже прив'язана, — жорсткість і волю. За його порадою 10-річна Анна пише в шкільній анкеті, що в майбутньому хоче стати редакторкою журналу. Анна регулярно ділиться своєю думкою, коли батько планував нові рубрики в своїй газеті для збільшення аудиторії на молодіжному ринку.
У 15 років вона влаштовується продавчинею в знаменитий магазин BIBA, де однією з головних заповідей для персоналу була інструкція: ніколи не пропонувати допомогу покупцям. У 16, після відрахування зі школи, вирішує не продовжувати навчання в коледжі, а зайнятися модною журналістикою. За наполяганням батьків проходить підготовчий курс в «Harrods», все ж залишивши навчання зі словами: «Ви або знаєте моду, або ні.»
У 15 років Вінтур шукає чоловіків з добрими зв'язками. Деякий час зустрічається з 24-річним Пірсом Полом Рідом, була в стосунках із колумністом та світським оглядачем Найджелом Демпстером. Коли вона залишила навчання, бойфренд Річард Невілл відразу прийняв її на роботу у свій на той час дуже популярний журнал Oz.

## Кар'єра

### Harper's Bazaar
У 1970 році 21-річна Вінтур влаштувалась у видання Harpers & Queen. Журнал утворився злиттям британської версії «Harper's Bazaar» і англійського «Queen». Тут з посади асистентки відділу моди Вінтур почала кар'єру в модній журналістиці. Вона неодноразово казала колегам про бажання редакторкою Vogue і змінити цей журнал. За час роботи в журналі Вінтур відкрила світові модель Аннабель Ходін. Завдяки своїм зв'язкам вона знайшла і ввела у світ моди Хельмута Ньютона та багатьох інших талановитих фотографів, які пропонували шалені інновації і диктували тенденції.
У 1973 році Вінтур стає заступницею головної редакторки. У 1975 році в журнал приходить нова головна редакторка Мін Хогг, з якою Вінтур конкурує за головредське крісло. Звільнена з глянцю Harper's Bazaar за зйомку кутюрних колекцій на моделях з дредами. «Всім раджу опинитися звільненими. Це відмінний життєвий досвід», — скаже Вінтур в інтерв'ю. «Для них це було занадто», — розповість пізніше. Після цього переїжджає в Нью-Йорк з бойфрендом Джоном Бредшоу, незалежним журналістом.

### Нью-Йорк
У 1975 році Вінтур займає вакансію молодшої редакторки моди американського «Harper's Bazaar», а в 1976 стає головниою редакторкою. Вона знову проявила себе нестандартно і через творчі розбіжності з редактором Тоні Маццола звільнена через 9 місяців. Після цього, можливо, мала короткі стосунки з Бобом Марлі. 
Кілька місяців по тому за сприяння Бредшоу Вінтур отримує посаду головної редакторки журналу Viva, орієнтованого на дорослих жінок. Його видавала Кеті Кітон, одружена з видавцем журналу Penthouse Бобом Гуччіоне. Це була перша робота, де Вінтур найняла особистого асистента, заживши слави як вимоглива і непоступлива керівниця.
Наприкінці 1978 року Гуччіоне закрив збиткові журнали, зокрема й Viva. Вінтур вирішила відпочити від роботи, розлучилася з Бредшоу і почала стосунки з французьким продюсером Мішелем Естебаном, протягом двох років літаючи між Парижем і Нью-Йорком. У 1980 році вона повернулася до роботи, змінивши Ельзу Кленчи на посаді редакторки моди в новому журналі Savvy. Вінтур прагнула створити журнал для самостійних жінок, що активно займаються кар'єрою і мають власні гроші. Пізніше вона реалізує цю ідею, трохи її допрацювавши, в Vogue.
Рік потому Вінтур переходить до редакції журналу New York на позицію редакторки моди. Там вона дуже успішно працює під керівництвом головреда Едварда Костнера. Найсміливіші ідеї Вінтур втілюються без жодних нарікань. Для Вінтур редактор пом'якшував суворі правила видання і дозволяв їй працювати в будь-яких рубриках журналу. Вона досягла популярності, помістивши на обкладинку журналу акторку Рейчел Ворд, завдяки чому тираж розійшовся дуже швидко. 30 років потому Грейс Коддінгтон сказала: «Анна бачила потенціал знаменитостей раніше за всіх». Врешті один з колег організував Вінтур інтерв'ю з головною редакторкою Vogue Грейс Мірабелла, яке закінчилося, коли Вінтур заявила Мірабелла, що хоче її роботу.

### Vogue
У 1983 році Анна Вінтур зустрілася Олександра Лібермана, редакційного директора видавництва Condé Nast Publications, який був вражений ефективністю її роботи в New York. Він запропонував їй посаду креативної директорки американського Vogue. Вінтур прийняла пропозицію з умовою подвоєння своєї зарплати і повної свободи дій. Вона активно почала зміни в журналі, який вважала нудним і надто консервативним. Вона часто не узгоджувала свої розпорядження з головною редакторкою Грейс Мірабелла, що призвело до непорозумінь між персоналом. Керівництво Condé Nast не захотіло відмовитися Грейс Мірабелла, яка керувала Vogue 17 років. Вінтур була призначена головною редакторкою британського Vogue і повернулася до Лондона.
Почала зустрічатися з дитячим психіатром Девідом Шеффером, старим другом з Лондона. У 1984 році одружилася з ним, взяла рік відпустки і народила сина Чарльза.
Через рік отримала свою першу редакцію, очоливши британський Vogue після Беатрікс Міллер. Посівши посаду, Вінтур замінила багатьох співробітників, вимагала повної звітности і вникала в усі тонкощі виробництва журналу, повністю контролюючи весь процес особисто, заробивши прізвисько «ядерна зима». редактори, які залишилися у виданні, називали період керівництва Вінтур «Зима гніву» , однак завдяки зусиллям Вінтур британський журнал майже повністю втратив оригінальність і став більш повно відповідати американській версії. Своєю цільовою аудиторією Вінтур визначила ділових жінок, до яких намагалася звертатися в Savvy. «Це новий тип жінок», сказала вона в інтерв'ю Evening Standard. «Моя читачка зацікавлена в роботі і грошах. У неї немає часу нескінченно ходити магазинами. Вона хоче знати, що, де і чому».
У 1987 Вінтур запрошена на посаду головної редакторки журналу House & Garden. Вона перейменовує його в H&G і розпоряджається урізноманітнити види інтер'єрів фотографіями знаменитостей і моделей в дизайнерському одязі. Нововведення викликають неоднозначні реакції авдиторії, для обурених дзвінків доводиться спеціально виділяти окрему лінію. Але керівництво високо оцінює реформаторські здібності Анни Вінтур, що змогла вдихнути нове життя в старе видання і збільшити його тираж. 
У 1988 Анна Вінтур нарешті призначена головною редакторкою американського Vogue, а її заступниця Ліз Тілберіс стає її наступницею в лондонській редакції. Вінтур повністю змінила вигляд журналу, створивши унікальний для того часу зразок глянцевої преси. На новій посаді Вінтур радикально перетворює у форматі журналу, наповнюючи його свіжими обличчями і антуражем. Вона ламає традицію поміщати на обкладинку однотипних блондинок, пропонуючи нові образи героїнь, таких як Шеріл Тіггс і Кім Алексіс. Анна Вінтур першою опублікувала темношкіру модель на обкладинці головного модного журналу. 
При цьому в об'єктив потрапляють не тільки особи, як це було раніше, а й тіла моделей, а традиційна студійна фотосесія замінюється зйомками al fresco. Вінутр представляє моду як гру, в якій не заборонено змінювати правила, якщо для цього вистачає зухвалості й сил. Залишаючись відданою концепції, вона публікує на дебютній обкладинці модель у дешевих потертих джинсах в ансамблі з топом Christian Lacroix, розшитому дорогоцінними каменями.
Дії Анни Вінтур широко обговорювала індустрія моди, вони призвели до багатьох скандалів. Зокрема, зоозахисний рух оголосив Вінтур своїм головним ворогом за пропаганду натурального хутра. Багато критиків звинувачували її в просуванні ідеї елітарності моди, її недоступності широким верствам населення.
Сьогодні американський Vogue — біблія моди накладом 1,3 мільйона примірників. Журнал Анни Вінтур в 10 разів впливовіший за французький Vogue і в 20 разів популярніший за Vogue Італія. Сторінка реклами в американському виданні коштує понад 90000 доларів.
У вересні 2004 року Анна Вінтур представила 832-сторінковий номер Vogue, який став найбільшим в історії. Крім цього, вона наполягла на запуску трьох нових видань: «Teen Vogue», «Vogue Living» і «Men's Vogue». Перший випуск «Teen Vogue» буквально відразу став найпопулярнішим журналом серед підлітків, випередивши одвічних конкурентів — «ELLE Girl» і «Cosmo Girl» .
У липні 2014 року Вінтур стала шеф-редакторкою холдингу Condé Nast - медіа-імперії, в яку входять Vanity Fair, AD, GQ, The New Yorker, Glamour тощо.

### Стиль керівництва
Анна Вінтур прославилася жорстким і вимогливим стилем керівництва, за що її прозвали «Ядерною зимою» (англ. Nuclear winter, гра слів із Wintour). Нині її все частіше звуть «Королевою Анною» або «Марією-Антуанеттою моди». Головною рисою Вінтур залишається її нещадний перфекціонізм. 
«Мені не подобаються співробітники, які будуть погоджуватися з усім, що я запропоную. Я шукаю людей, які вміють сперечатися і заперечувати, мають свою точку зору, яка знаходить відображення в журналі. Мій батько вірив в особистості. Він запрошував чудових письменників і колумністів писати в Evening Standard. І я намагаюся робити те ж саме у себе в журналі». «Це заспокоює і підбадьорює співробітників, коли вони бачать, що керівник знає, що вони роблять, знає, про що вони думають. І якщо він говорить так, це так, а якщо він каже ні, це ні. Я не начальниця. Я вважаю, що я направляю підлеглих, націлюю їх на роботу».
В усьому офісі лише одне крісло має м'яку оббивку — це крісло Анни Вінтур. А для відвідувачок(-ів) — металеві стільці на зразок розміщених у вуличних кафе.
Тим не менш, Вінтур надає широку підтримку молодим американським дизайнерам, постійно відкриваючи нові імена. Багато зірок індустрії, починаючи від Крістофера Кейна і закінчуючи Джонатон Сондерсом і Кейт Босворт, зробили кар'єру після того, як їх помітила Вінтур.

### Політика
Вінтур — прихильниця президента Обами, брала участь у зборі коштів на його передвиборну кампанію. Вона розміщувала на обкладинки Vogue фотографії Гілларі Клінтон та Мішель Обами.
Барак Обама розглядав кандидатуру Анни Вінтур на посаду посолки у Франції або Великій Британії, за інформацією Bloomberg.

## Особисте життя
Анна Вінтур взяла шлюб з дитячим психіатром Девідом Шеффером у 1984 році і прожила з ним 15 років, народивши дітей Чарльза і Кетрін Бі. 
Причиною розлучення повідомляли нові стосунки Вінтур. Вона дуже переживала розлучення і реакцію дітей на нього.
Останнім часом Вінтур все частіше з'являється на модних вечірках з дочкою Бі Шеффер, яка теж займається фешн-журналістикою .

## В культурі
Відомі роботи про Анну Вінтур:
- документальний фільм «Вересневий номер» Нотатки про створення Vogue (2009) режисера Р. Дж. Катлера.
- Критичний есей «Літо її невдач» журналіста Кевіна Грея. Опубліковане 13 вересня 1999 року в New York Magazine.
- Стаття «Анна в штатському» світської оглядачки Кеті Хоран, The New York Times 1 лютого 2007 р.
- Книга публіциста Джеррі Оппенгеймера Front Row: The Cool Life and Hot Times of Vogue's Editor In Chief, Видавництво «St. Martin's Press », Нью-Йорк, 2005.
- Anna Wintour, Behind the Shades. Запис  телепередачі «60 хвилин» на каналі CBS News з телеведучим Морлі Сейфером, 17 травня 2009.
- Книга Лорен Вайсбергер, «Диявол носить Прада» (Broadway Books, Нью-Йорк, 2003), екранізована.

### Диявол носить Прада
З 2003 року Анна Вінтур стала відома за межами світу моди як прототип головної героїні книги і фільму «Диявол носить Prada». Колишня особиста помічниця Лорен Вайсбергер написала роман у 2003 році на основі особистого досвіду роботи з Анною Вінтур. Роман став бестселером, і в 2006 році його екранізували. Фільм теж став дуже популярним (через це, зокрема, і кар'єрнии трампліном для Енн Гетевей). 
Роль Міранди Прістлі, яка, на загальну думку, була списана з Анни Вінтур, виконала Меріл Стріп. Як і у кінофільмі, Вінтур дійсно говорить «І це все». Якось її не влаштував стиль письма архітектурного критика Мартіна Філера: «Ти використовуєш занадто багато прикметників. Я не люблю прикметники. І це все»[47].